# 1er régiment d'infanterie de marine
Cet article possède un paronyme, voir 1er régiment de parachutistes d'infanterie de marine.
Pour les articles homonymes, voir 1er régiment.
Le 1er régiment d'infanterie de marine (couramment abrégé 1er RIMa) est un régiment français héritier de l'infanterie coloniale. C'est l'un des « quatre vieux » régiments des troupes de marine, avec les 2e, 3e  et 4e d'infanterie de marine. Avec le 1er régiment d'artillerie de marine et le 2e régiment d'artillerie de marine, ils représentent la fameuse division bleue.
Le 1er RIMa est une unité de reconnaissance blindée, depuis 1986 dans cette spécialité, à l'instar du régiment frère, le RICM, le régiment d'infanterie-chars de marine. Il est équipé de chars AMX-10 RC et EBRC Jaguar ainsi que de VBL.

## Création et différentes dénominations
Héritier des « compagnies franches de la mer » créées en 1622 par Richelieu, le 1er RIMa a été créé par décret royal en 1822 au sein du ministère de la marine. Ce régiment fait ainsi partie des « Quatre Grands » de l'infanterie de marine qui tenaient garnison dans les quatre ports militaires français, prêts à embarquer : le « Grand Un » à Cherbourg, le « Grand Deux » à Brest, le « Grand Trois » à Rochefort et le « Grand Quatre » à Toulon.
Devenu 1er régiment d'infanterie coloniale en 1900 à la création de l'infanterie coloniale au sein du ministère de la guerre, il reprend le nom de RIMa en 1958, lorsque l'infanterie coloniale redevient l'infanterie de marine.
L'évolution de la dénomination du corps de troupe est la suivante :
- 1822 - 1er régiment d'infanterie de la Marine (1er RIM)
- 1838 - 1er régiment d'infanterie de Marine (1er RIM)
- 1900 - 1er régiment d'infanterie coloniale (1er RIC)
- 1940 - dissous
- 1943 - 4e brigade française libre (bataillon d'infanterie de marine et du Pacifique, bataillon de marche no 11 et bataillon de marche no 21)[2]
- 1945 - 1er régiment d'infanterie coloniale
- 1958 - 1er régiment d'infanterie de marine (1er RIMa)

## Historique des garnisons, combats et bataille du1erRIMa

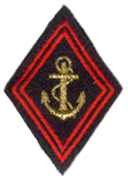
.

### 1822 à 1848
Le 1er RIM est créé par décret royal le 7 août 1822. À cette époque, les marsouins du 1er RIM servent à bord des bâtiments de guerre, mais aussi à la garde des ports et des arsenaux.
En 1844, des éléments du 1er RIMa sont à Tahiti dans le cadre de la guerre franco-tahitienne. Ils sont présents au combat de Mahaena le 17 avril 1844 et au combat de Fatahua (inscrit sur le drapeau du 2e RIMa) du 17 décembre 1846 (31e compagnie, capitaine Masset) pour mettre fin à une rébellion de tribus autochtones (non confirmé).

### Second Empire
Guerre de Crimée, campagne franco-anglaise en mer Baltique
- 1854 - Bomarsund

Seconde guerre de l'opium, campagne franco-anglaise en Chine
- 1860 - Prise des forts du Peï-Ho[5]

Campagne de Cochinchine
- 1861 - Ki-Hoa

Campagne du Mexique
- 1863 - Puebla

Guerre de 1870-1871
Au 17 août 1870, le 1er régiment de marche d'infanterie de marine fait partie de l'Armée de Châlons.
Avec le 4e régiment de marche d'infanterie de marine du colonel d'Arbaud, le 1er forme la 1re brigade aux ordres du général Reboul. Cette 1re brigade, avec la 2e brigade du général Martin des Pallières, trois batteries de canons de 4, et une compagnie du génie constituent la 3e division d'infanterie commandée par le général de division Élie de Vassoigne. Cette division d'infanterie évolue au sein du 12e corps d'armée ayant pour commandant en chef le général de division Lebrun.
- 23 au 26 août 1870 - Marche vers l'est.
- 31 août 1870 - bataille de Bazeilles.

### 1870 à 1914
Commune de Paris
Durant la Commune de Paris en 1871, le régiment participe avec l'armée versaillaise à la semaine sanglante.
- 1878 : Saint-Louis du Sénégal
- 1883 : Expédition du Tonkin
  - Prise de Sontay[7]

### Première Guerre mondiale

#### Rattachements
- août 1914 - février 1916 :  3e division d'infanterie coloniale
  - En 1914, à la veille de la grande guerre : les 2e, 3e, 7e, 1er RIC à Cherbourg, appartiennent à la 1re brigade sous les ordres du général Montignault, de la 3e division d'infanterie coloniale sous les ordres du général Raffenel puis Leblond, Goulet (1914), Gadel (1915), Puypéroux (1916-1918). En 1914, engagée dans les mêmes secteurs que la 2e DIC (4e, 8e, 22e, 24e RIC), elle participe à la première bataille de Champagne (Ville-sur-Tourbe) et la deuxième bataille de Champagne (Ville-sur-Tourbe et Massiges).
- février 1916 - novembre 1918 : au sein de l'Armée d'Orient, faisant partie de la 17e division d'infanterie coloniale à partir de début 1917.

#### 1914
- 22 août : combats de Rossignol ; voir l'ordre de bataille
- 24 août : Saint-Vincent
- 6-7 septembre : Première bataille de la Marne : Écriennes, Vauclerc

#### 1915
- Juillet-août 1915 : Opérations en Argonne
- 25 septembre-6 octobre : Bataille de Champagne (1915) (Souain, Somme-Py).

#### 1916

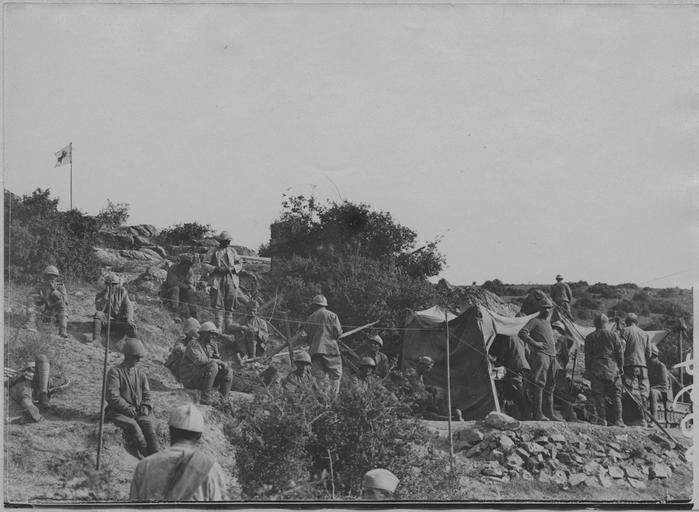
Poste de secours du 1er régiment d'infanterie coloniale à Akrítas en Macédoine-Centrale en août 1916.

- Expédition de Salonique
  - bataille de Monastir.

#### 1917
- Avril-mai 1917 : Avec la 17e DIC, attaques de la boucle de la Cerna[8].

#### 1918
- 15 septembre 1918 : bataille de Dobro Polje, (crêtes du Kravista)
- 18 septembre 1918 : Vetrenik
- 23-24 septembre 1918 : Gradsko

### Seconde Guerre mondiale

#### La mobilisation des troupes coloniales en 1939-1940
Le 10 mai 1940, le 1er régiment d'infanterie coloniale est sous le commandement du colonel Fauchon et fait partie de la 3e division d'infanterie coloniale qui renforce le sous-secteur de Montmédy (secteur fortifié de Montmédy).
La 3e division coloniale, général Falvy, comprend les 1er, 21e, 23e RIC, 3e et 203e RAC.
La 3e division coloniale se sacrifiera magnifiquement[non neutre]. Elle combat dès les premiers jours de l'attaque allemande, dans le secteur de Dun-sur-Meuse, Stenay, Martincourt, Aviot, Breux, etc. Au nord de Verdun, c'est au niveau de la cote 304 et du Mort-Homme, lieu de féroces combats en 1916-1917, que se concentrent les combats. Le 14 juin, les Allemands se sont immiscés entre le 1er et le 23e RI dans le ravin qui sépare la cote 304 du Mort-Homme. À 6 h 30, il couronne la cote, malgré une résistance acharnée, les blindés franchissent le pont de Béthincourt en direction d'Esnes. Le pont a sauté la veille mais les Allemands l'ont remis en état pendant la nuit. La 1re compagnie du 1er RIC du capitaine Bertrand contre-attaque. Après 17 heures, l'ennemi cesse ses attaques. À 19 heures, les Marsouins décrochent définitivement : ils se sont montrés dignes de leurs pères de Verdun sur les lieux mêmes où ceux-ci tinrent obstinément tête à leurs ennemis[non neutre].
Lors de la bataille de Crepey, du 20 au 22 juin 1940, le 1er RIC se distingue une dernière fois. Il est de nouveau décimé puis dissous le 22 juin 1940.

#### Combats de la France libre
Il est recréé le 22 mars 1945, à partir de la 4e brigade de la 1re division française libre (1re DFL) dont voici l'épopée : en juillet 1940 à Chypre, est créé un 1er bataillon d’infanterie de marine (1er BIM), membre des premières forces de la France Libre. Il va être engagé au sein de la 7e DB britannique sur le front égyptien à Sidi Barani et Halfaya dès décembre 1940 puis en Libye dans la bataille de Tobrouk en janvier 1941. Une partie du bataillon se bat en Érythrée avec la 1re brigade française libre. Le 1er BIM est regroupé en Palestine et participe à une offensive au Levant. En Syrie à l’été 1941, les Marsouins de la France Libre livrent bataille contre leurs compatriotes servant le régime de Vichy. Ils s’emparent de Damas. Le 1er BIM, est de nouveau engagé en Libye et en Égypte en décembre 1941.
Il s'illustre de nouveau à Halfaya puis rejoint en février 1942 un carrefour de pistes dans le désert libyen qui deviendra célèbre : Bir Hakeim. Au sein de la 1re BFL, il livrera des combats défensifs acharnés du 27 mai au 11 juin 1942 retardant ainsi l'offensive italo-allemande. Ainsi, la bataille de Bir Hakeim est devenue la fête du régiment commémorée chaque année. Le BIM et le BP fusionnent le 16 juin 1942 créant ainsi le 1er juillet 1942 le BIMP (bataillon d'infanterie de marine et du Pacifique). Ce bataillon intègre la 4e brigade de la 1re DFL en février 1943, après avoir participé à la reconquête de l'Afrique du Nord en Tunisie. En avril 1944, la brigade embarque pour l'Italie. Elle est engagée dans la bataille du Garigliano en mai 1944, puis atteint Rome le 6 juin. Elle débarque le 15 août 1944 en Provence. Elle participe à la bataille de Toulon, puis remonte la vallée du Rhône et libère Lyon en septembre.
Elle participe ensuite à la bataille de Belfort en novembre 1944, puis prend part à la bataille d'Alsace. La 1re DFL est enfin envoyée dans les Alpes. La 4e brigade est engagée dans l'arrière-pays niçois sur le massif de l'Authion qu'elle conquiert de haute lutte du 10 au 21 avril 1945. Les trois bataillons qui composaient la 4e brigade, BIMP, BM 11 et BM 21, deviennent respectivement les 1er, 2e et 3e bataillons du 1er RIC.

### Depuis 1945
Après la Seconde Guerre mondiale, le 1er RIC est engagé en Indochine (un bataillon), puis en Algérie. En décembre 1958, le 1er RIC redevient le 1er régiment d'infanterie de marine, nom qu'il a conservé jusqu'à aujourd'hui.
Régiment d'infanterie motorisée entraîné aux manœuvres amphibies et composé d'appelés du contingent, le 1er RIMa enverra successivement ses compagnies d’appelés assurer les relèves outre-mer dès 1967 notamment en République centrafricaine, puis à Djibouti, au Gabon, en Algérie, à La Réunion, en Nouvelle-Calédonie et à Mayotte. Le régiment sera également engagé au Proche-Orient au Liban.
Depuis le 1er juillet 1984, le 1er RIMa est stationné à Angoulême, et en 1987 il est transformé en régiment de cavalerie légère blindé de reconnaissance. Pleinement intégré à la force d'action rapide, il va dès lors envoyer ses unités aux quatre coins du monde, participant à toutes les crises et conflits des années 1990 et 2000, souvent aux avant-postes dans les opérations de maintien de la paix ou de coercition, ou encore projetant ses marsouins au sein des forces prépositionnées ou de souveraineté confirmant sa solide vocation à la projection et à l'outre-mer comme ses grands Anciens.
Depuis 1987, fidèle à son héritage, le 1er RIMa a été déployé partout, et souvent en ouverture de théâtre. Il est jusqu'à aujourd'hui régulièrement présent outremer en Nouvelle-Calédonie, à Mayotte, à La Réunion, en Guyane, en Martinique ou encore en Guadeloupe. Les marsouins marchent bien souvent dans les pas de leurs anciens en Afrique, en République centrafricaine, au Zaïre, au Gabon, au Tchad, en Côte d'Ivoire, au Sénégal et à Djibouti. Les Balkans ne sont pas en reste, avec des engagements en ex-Yougoslavie dix ans de suite, et au Kosovo jusqu’en 2012. Enfin, le 1er de Marine a été projeté en Afghanistan, avec notamment le premier déploiement d'une unité blindée constituée en 2010, et au Mali avec l'ouverture de théâtre de l'opération Serval en 2013. Depuis ces engagements, fidèles à leur culture de l'alerte, les marsouins du 1er de Marine poursuivent leur mission de lutte contre les groupes terroristes, en participant à l'opération Barkhane au Sahel et à l'opération Sentinelle  sur le territoire national.

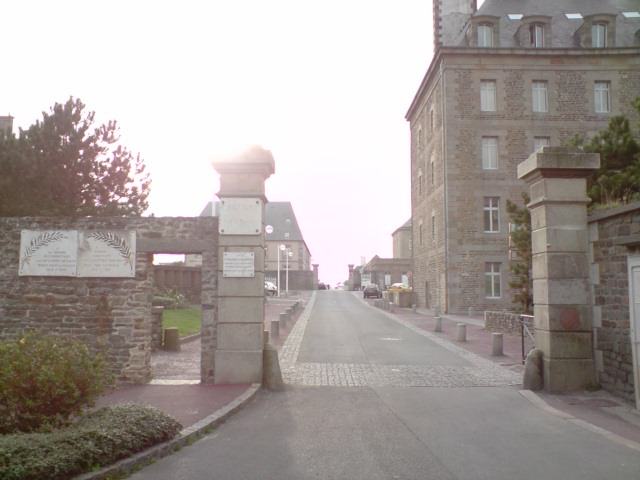
Caserne du Roc à Granville. (1963 à 1984)
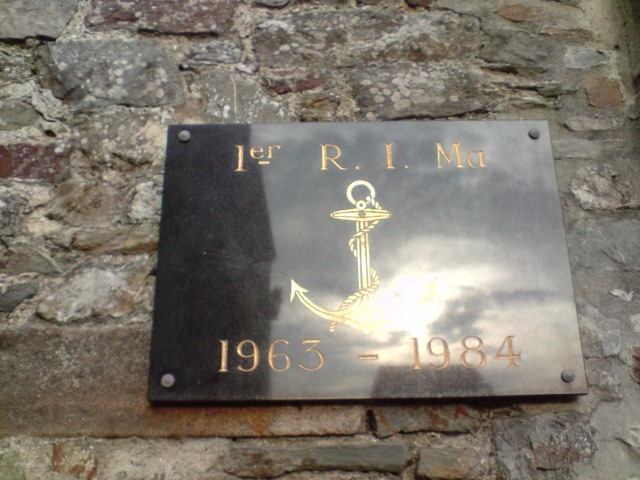
Plaque commémorative du 1er RIMa à Granville de 1963 à 1984, caserne du Roc.
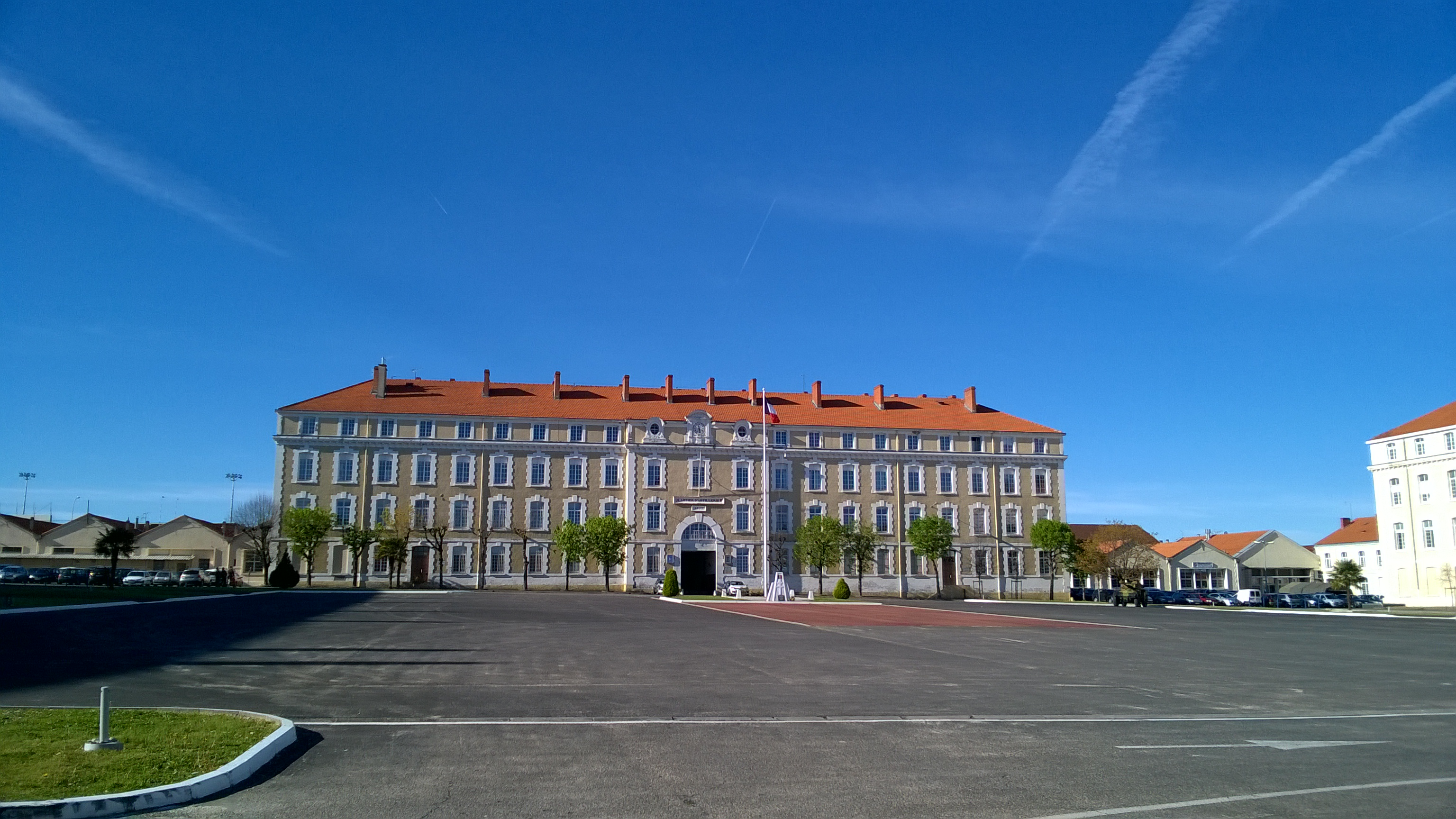
Le Quartier Fayolle, à Angoulême, où le régiment tient garnison depuis 1984.

## Chefs de corps

### 1erRIM(1822-1900)
- 1822 : colonel de Solminihac (corps dissous le 28/08/1827 rétablit le 14/5/1831)
- 1831 : colonel Aurange
- 1837 : colonel Cappès
- 1838 : colonel de Fitte de Soucy
- 1840 : colonel Despagne (1794-1840), officier de la Légion d'honneur, ancien lieutenant de la Garde impériale.
- 1847 : colonel de la Faye
- 1854 : colonel Chaumont
- 1854-1855 : lieutenant-colonel Guillabert
- 1855-1861 : colonel Chaumont
- 1861-1864 : colonel Bouvet de la Maisonneuve
- 1864-1868 : colonel Faron
- 1868-1870 : colonel Bossant
- 1870-1871 : colonel Louis Brière de l'Isle
- 1871 : colonel Trentinian
- 1871-1873 : colonel Colomb
- 1873-1874 : colonel Trève
- 1874-1876 : colonel Trentinian
- 1876-1877 : colonel Azan
- 1877-1880 : colonel Trève
- 1880-1883 : colonel Outre
- 1883-1884 : colonel Bruzard
- 1884-1886 : colonel Duchemin
- 1886-1887 : colonel Bourgey
- 1887-1888 : colonel Chaumont
- 1888-1891 : colonel Boileve
- 1891-1893 : colonel Jorna de Lacale
- 1893-1895 : colonel Boileve
- 1895-1896 : colonel Jorna de Lacale
- 1896-1897 : colonel Dulieu
- 1897-1898 : colonel Chaumont
- 1898-1900 : colonel Audeoud

### 1erRIC(1900-1958)
- 1900-1902 : colonel Heiligenmeyer (rebaptisé en 1er RIC)
- 1902-1904 : colonel Goldschoen
- 1904-1905 : colonel Lalubin
- 1906 : colonel Largy
- 1908 : colonel Simonin
- 1909-1910 : colonel Lalubin
- 1911 : colonel Simonin
- 1912-1914 : colonel Le Camus
- 1914 : Colonel Guérin
- 1914 : lieutenant-colonel Vacher
- 1915 : lieutenant-colonel Cahen
- 1916-1918 : lieutenant-colonel Allard
- 1919 : lieutenant-colonel Barbussat
- 1919-1921 : colonel Veron
- 1922-1925 : lieutenant-colonel Jacobi
- 1926 : lieutenant-colonel Tetrel
- 1927-1929 : lieutenant-colonel Jacobi (corps dissous le 05/05/1929 et recréé le 01/01/1936)
- 1936-1937 : colonel Benard
- 1937-1938 : colonel Ayme
- 1938-1940 : colonel Fauchon (corps dissous le 22 juin 1940)
- 1945 : colonel Delange (1er RIC)
- 1945-1946 : lieutenant-colonel Vidal (1er RIC)
- 1947 : chef de bataillon MOUILLOT (1re BIC)
- 1948-1949 : colonel Le Peley (1er RIC)
- 1949-1952 : colonel Bastian
- 1952-1953 : colonel Galibert
- 1953-1954 : colonel Paris de la Bollardiere
- 1953-1957 : colonel Ruellan
- 1957-1958 : colonel Sarazac

### 1erRIMa(depuis 1958)
- 1958-1959 : colonel Thiers (le 1er RIC devient 1er RIMa le 1er décembre 1958)
- 1959-1960 : lieutenant-colonel Thomas (1er RIMa)
- 1960-1961 : colonel Bertin
- 1961-1962 : lieutenant-colonel Brin
- 1962-1963 : colonel Amosse
- 1963-1965 : colonel Pol
- 1965-1967 : colonel Picard
- 1967-1969 : colonel Cazes
- 1969-1971 : colonel Lavenu
- 1971-1973 : colonel Lebert
- 1973-1975 : colonel Chavannes (*)
- 1975-1977 : colonel Philipot (*)
- 1977-1979 : colonel Carpentier (*)
- 1979-1981 : colonel Dumontet
- 1981-1983 : colonel Pintoux (*)
- 1983-1985 : colonel Dufour
- 1985-1987 : colonel Rousseau (*)
- 1987-1989 : colonel Paillard (*)
- 1989-1991 : colonel Chassagne
- 1991-1993 : colonel Nielly (*)
- 1993-1995 : colonel Canicio (*)
- 1995-1997 : colonel Koessler (*)
- 1997-1999 : colonel Philippe Renard (*)
- 1999-2001 : colonel Jean-Michel Gras (*)
- 2001-2003 : colonel Fesquet (*)
- 2003-2005 : colonel Morel
- 2005-2007 : colonel Pelletier
- 2007-2009 : colonel Langard (*)
- 2009-2011 : colonel Barrera (*)
- 2011-2013 : colonel François-Marie Gougeon (*)
- 2013-2015 : colonel Stéphane Caille
- 2015-2017 : colonel Loïc Girard (*)
- 2017-2019 : colonel Gabriel Soubrier (*)
- 2019-2021 : colonel Thomas
- 2021-2023 : colonel Le Gouvello de la Porte
- 2023-2025 : colonel Bignon
- 2025-... : colonel Caussin

(*) officier devenu par la suite général

## Traditions et honneurs

### Batailles inscrites au drapeau
Le drapeau du régiment porte les quinze inscriptions suivantes qui rappellent les campagnes dans lesquelles il a été engagé,.

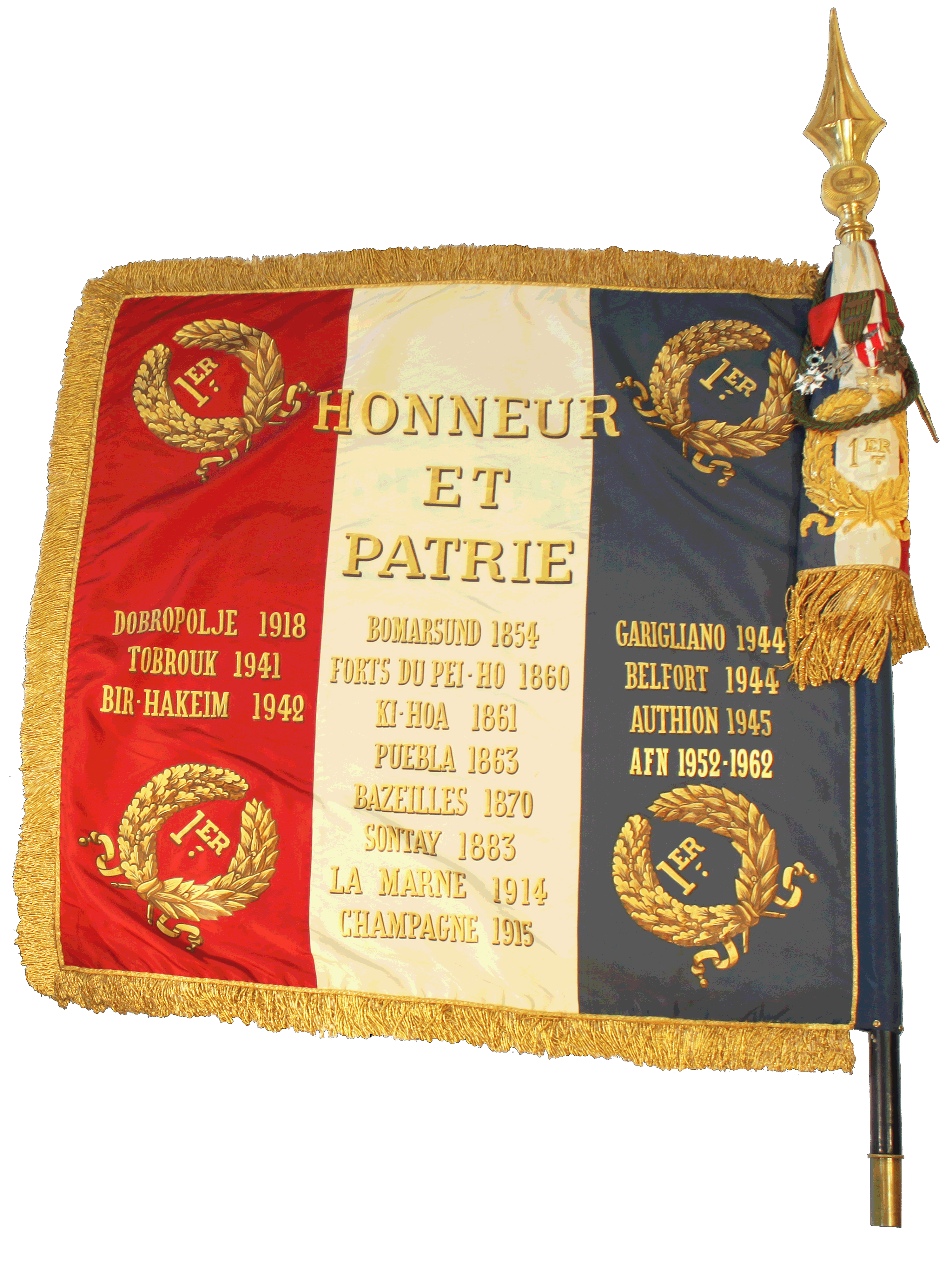
Drapeau du 1er RIMa

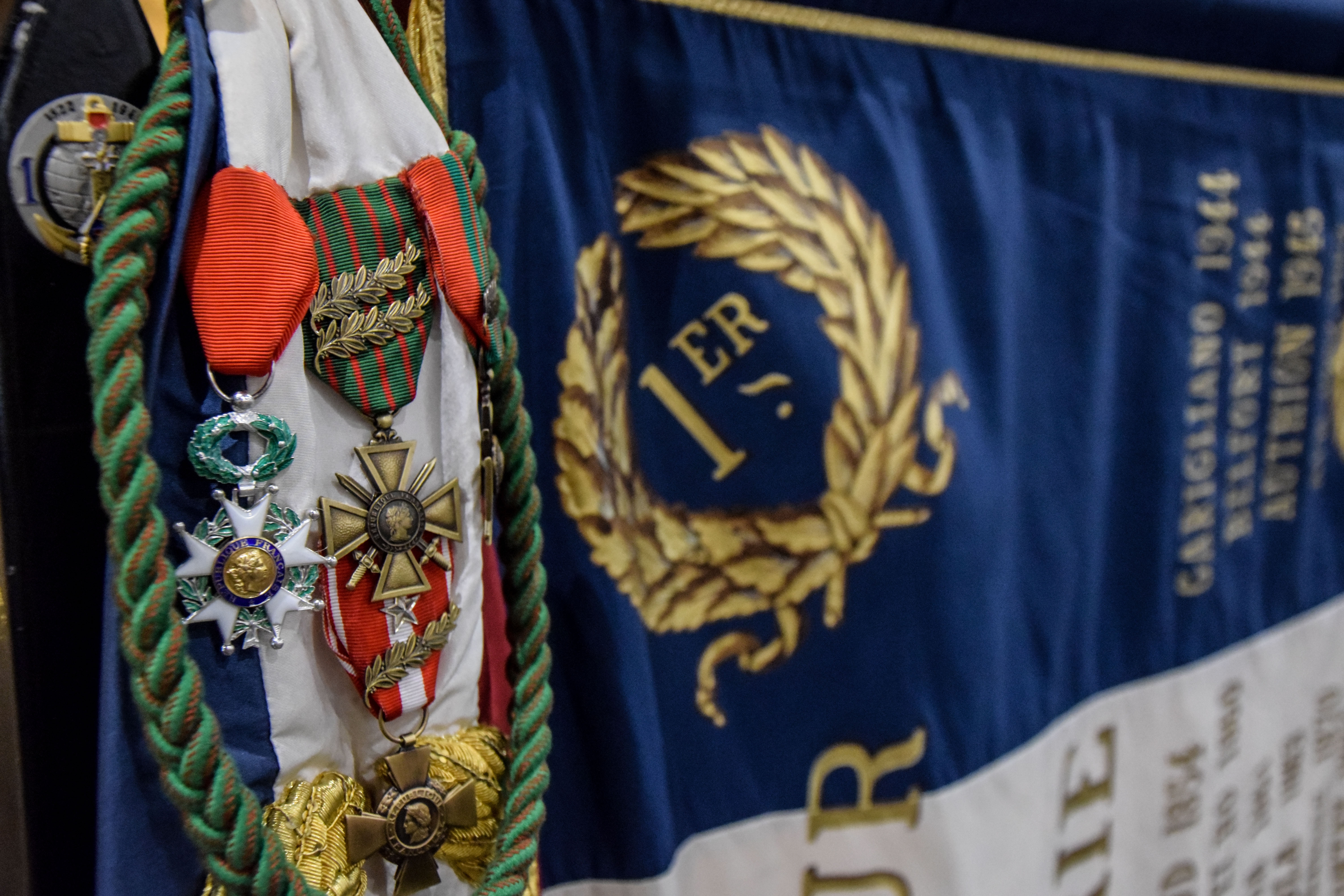
Drapeau du 1er RIMa

Les deux batailles les plus célèbres du régiment sont Bazeilles et Bir Hakeim. Le régiment a participé également à des batailles d'une grande importance historique : la prise de Son Tay, celle de Puebla, celle du fort de Bomarsund.
On trouve dans ses plis 15 noms de bataille écrits en lettres d'or :
- BOMARSUND 1854
- FORTS DU PEI-HO 1860
- KI-HOA 1861
- PUEBLA 1863
- BAZEILLES 1870
- SONTAY 1883
- LA MARNE
- CHAMPAGNE 1915
- DOBRO POLJE 1918
- TOBROUK 1941
- BIR-HAKEIM 1942
- GARIGLIANO 1944
- BELFORT 1944,
- AUTHION 1945,
- AFN 1952-1962.

Fait unique dans l’histoire des régiments, au cours de son histoire, le 1er régiment d'infanterie de marine fut trois fois anéanti face à l'ennemi, pour remplir la mission qui lui avait été donnée, allant par-là, jusqu'à exiger le sacrifice suprême. Par trois fois, son drapeau dut être détruit pour ne pas tomber aux mains de l'ennemi.

### Décorations
Sa cravate est décorée :
- De la Légion d'honneur[11].

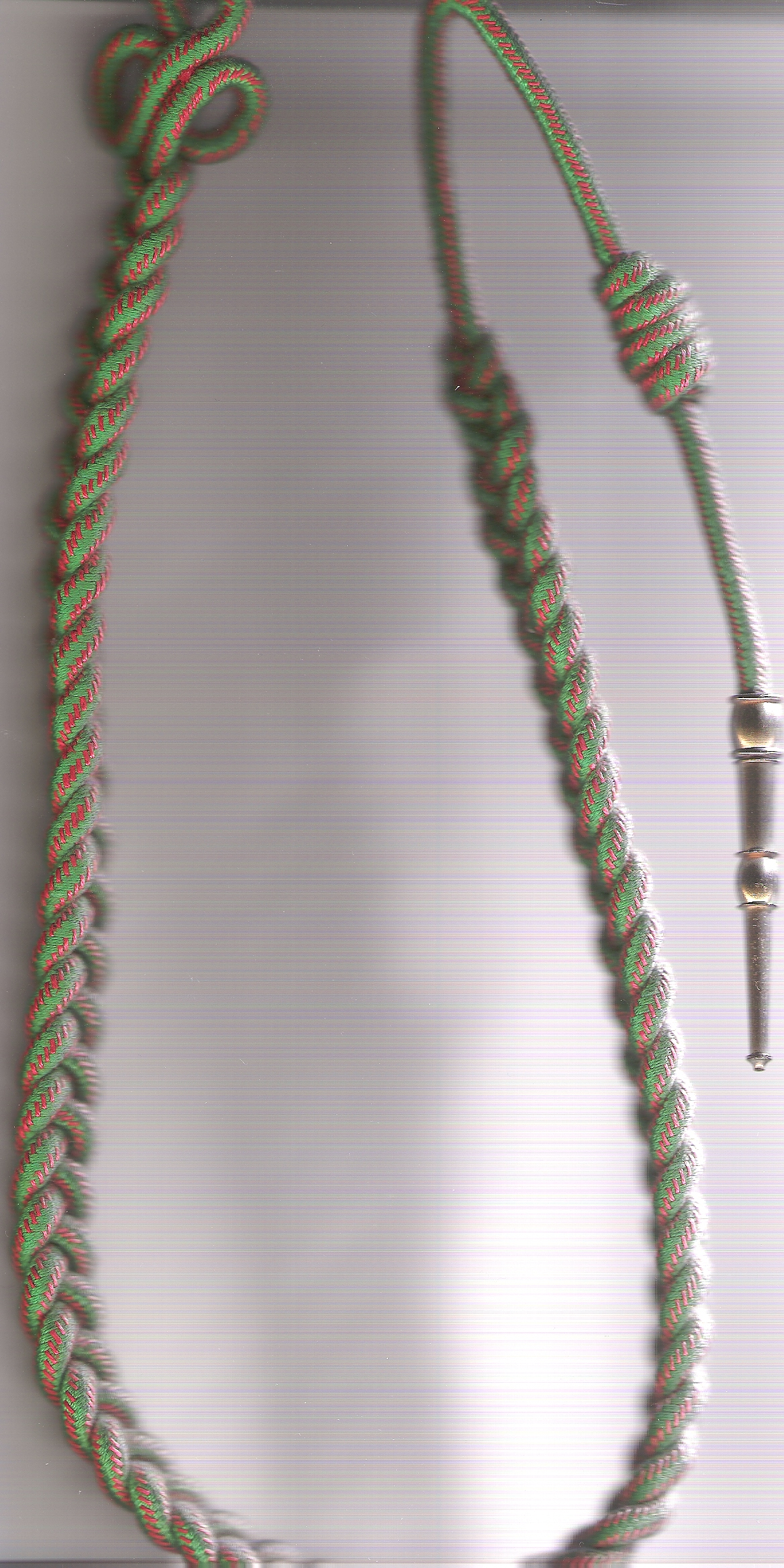
Fourragère aux couleurs du ruban de la croix de guerre 1914-1918

- De la croix de guerre 1914-1918 avec deux palmes.
- De la croix de guerre 1939-1945 avec une palme.
- De la croix de la Valeur militaire avec une étoile d'argent et avec une palme.

Il a le droit au port de la fourragère aux couleurs du ruban de la croix de guerre 1914-1918.

### Devise
Sa devise est « ils ne savent où le destin les mène, seule la mort les arrête. »

### Insigne

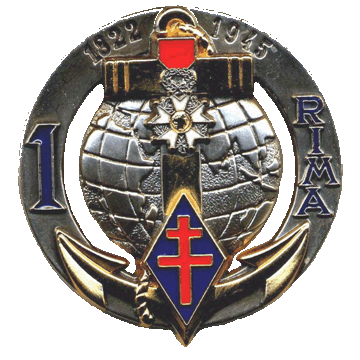
Insigne du 1er régiment d'infanterie de marine

L'insigne porté actuellement au 1er RIMa est adopté en 2000. Il reprend le modèle de 1958, avec cette fois, une ancre de couleur or.
« Dans une rondache évidée d'argent chargée en orle des sigles 1 et RIMa en capitales d’azur, une mappemonde d'argent. Le tout broché d'une ancre d'or étalingué du même accostée au chef des dates 1822 et 1945, timbrée d'une Légion d'honneur au naturel sur la trabe et du rappel de la 1re division française libre sur le diamant. »

### Traditions
La fête des troupes de marine
- Elle est célébrée à l'occasion de l'anniversaire des combats de Bazeilles. Ce village qui a été quatre fois repris et abandonné sur ordres, les 31 août et le 1er septembre 1870.

Et au Nom de Dieu, vive la coloniale
- Les Marsouins et les Bigors ont pour saint patron Dieu lui-même.[réf. nécessaire] Ce cri de guerre termine les cérémonies qui font partie de la vie des régiments. Son origine est une action de grâce du Révérend Père Charles de Foucauld, missionnaire, voyant arriver à son secours les unités coloniales un jour où il était en difficulté avec une tribu locale.

### Citation à l'ordre de l'armée
Seconde Guerre mondiale
« Après plusieurs engagements antérieurs aux avant-postes, ce bataillon, sous les ordres du commandant Larotte, a brillamment attaqué les positions italiennes dans la région de Sidi-Barani et atteint son objectif, faisant de nombreux prisonniers et capturant un matériel important. »
— Citation à l'ordre de l'armée du 1er BIM du 12 décembre 1940

### Personnalités ayant servi au1erRIMa

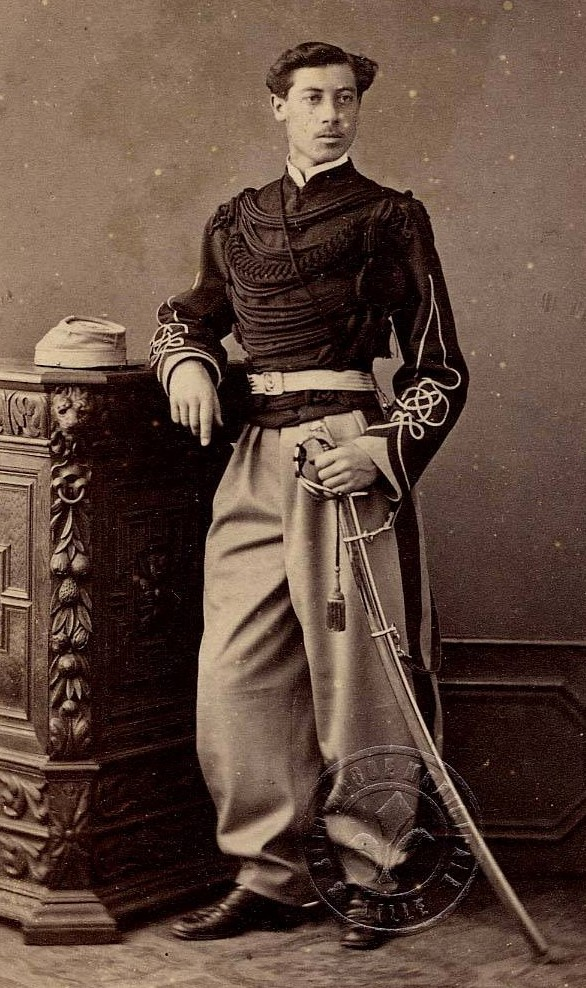
Louis Faidherbe, fils (1857-1881)

- Joseph Aymerich (1858-1937), comme capitaine en 1889
- Louis Faidherbe (1857-1881), fils du général Louis Faidherbe et de Diocounda Sidibé, né le 15 janvier 1857[13] à Saint-Louis du Sénégal et mort le 8 août 1881[14]  à l'âge de 24 ans de la fièvre jaune à Saint-Louis, alors qu'il est lieutenant  au 1er RIMa[15].
- Jean-Baptiste Marchand (1863-1934), comme sous-lieutenant en 1887
- Domparsio Nicolaï (1814-1887), alors capitaine puis chef de bataillon de 1843 à 1851.
- Léon Rodriguez (1878-1969), membre de la bande à Bonnot en 1900[16]

### Personnalités ayant servi au1erRIC
- Napoléon Auguste Charles Bonaparte (1881-1914)
- Albert Jugon, cofondateur de l'Union des Blessés de la Face et de la Tête, association des gueules cassées[réf. nécessaire]
- Louis Fournier de la Barre (1921-1969), Compagnon de la  Libération
- Paul Gauffre (1910-1944), Compagnon de la Libération
- Pierre Marchand (1893-1971), général, Compagnon de la Libération
- César Méléra (1884-1918), sous-officier au régiment de février à novembre 1915. Son nom est inscrit au Panthéon parmi les 560 écrivains morts au combat pendant la Première Guerre mondiale.
- André Moulinier (1922-2006), résistant français, Compagnon de la Libération
- Henri Muller (1900-1944), Compagnon de la Libération
- Jean-Gabriel Revault d'Allonnes (1914-1994), général français, Compagnon de la Libération, chef de corps du régiment de 1948 à 1950.
- Maurice Sarazac (1908-1974), général français, Compagnon de la Libération, chef de corps du régiment en 1958.
- Albert Savary (1921-1975), Compagnon de la Libération.

## Le régiment aujourd’hui

### Subordinations
Le régiment est subordonné à la 9e brigade d'infanterie de marine de la 1re division.

### Effectif du régiment
Le régiment est composé de près de 800 personnels d'active, et 400 de réserve :
- 40 officiers
- 180 sous-officiers
- 580 marsouins
- 7 civils
- 400 réservistes

Le 1er RIMa constitue un outil de combat apte à l'acquisition du renseignement et au combat blindé.

### Escadrons
Le 1er régiment d’infanterie de marine est un régiment de combat blindé. À ce titre, il a :
- à sa tête comme dans tout régiment de l’armée de terre, un drapeau et un chef de corps (colonel). Le colonel commande l'ensemble des escadrons (groupe de soldats commandés par un capitaine, le commandant d'unité) ;
- un escadron de commandement et de logistique (ECL), qui s’occupe de soutenir les escadrons de combats (mécaniciens, état-major, transmissions…) ;
- trois escadrons blindés équipés de char AMX 10 RCR : les 1er, 2e et 3e escadrons ;
- deux escadrons de reconnaissance et d'intervention (ERI), équipés VBL (véhicule blindé léger) : les 4e et 6e escadrons ;
- deux escadrons de réserve, composés de militaires de réserve opérationnelle : les 5e et 7e escadrons.

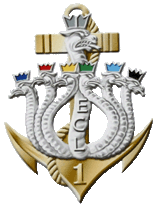
Escadron de commandement et de logistique.
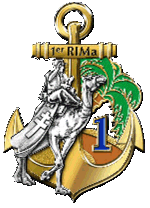
1er escadron.
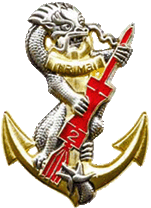
2e escadron.
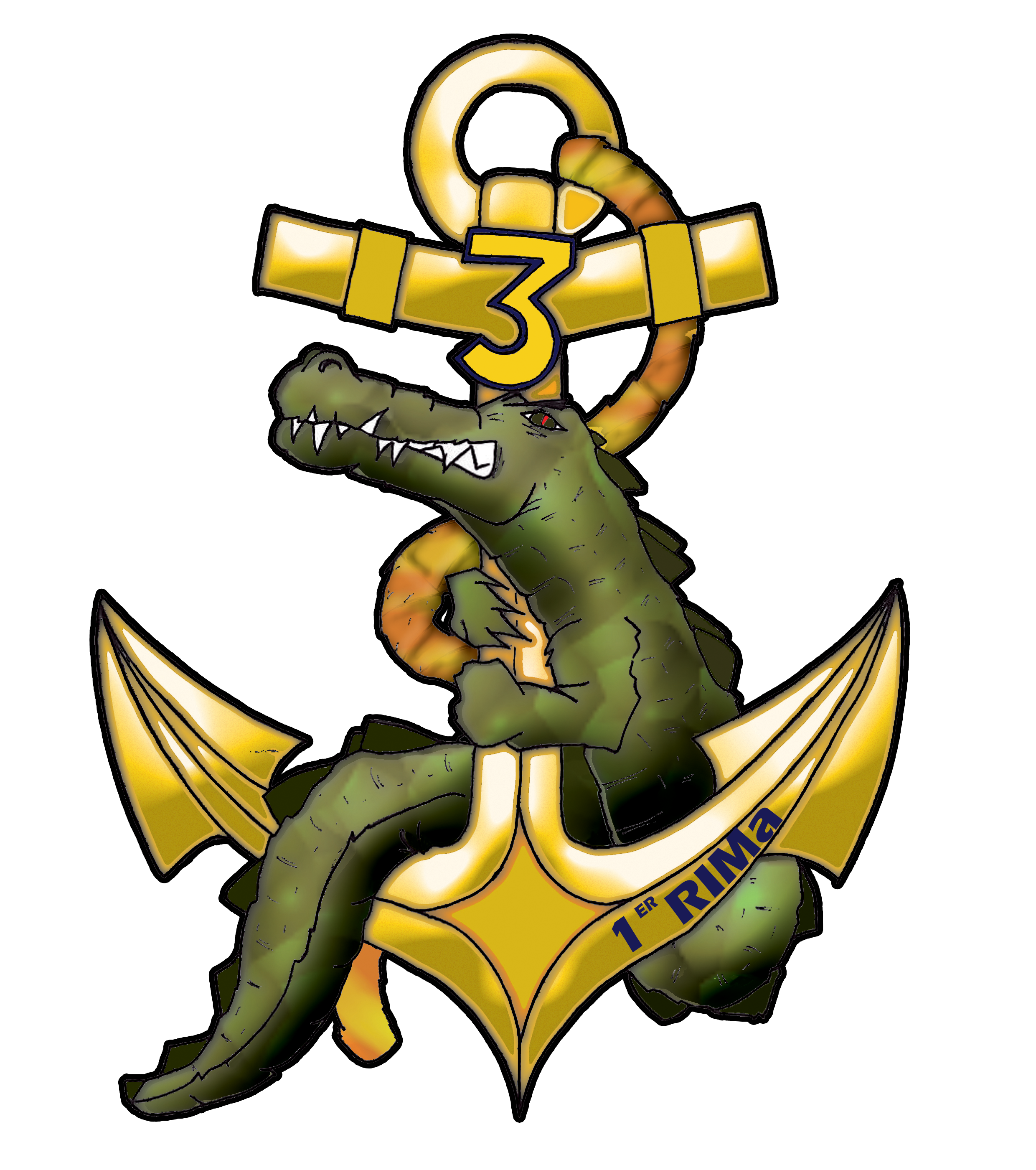
3e escadron.
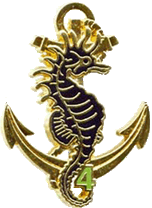
4e escadron.
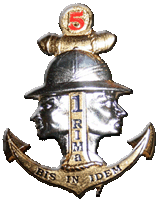
5e escadron (réserve opérationnelle).
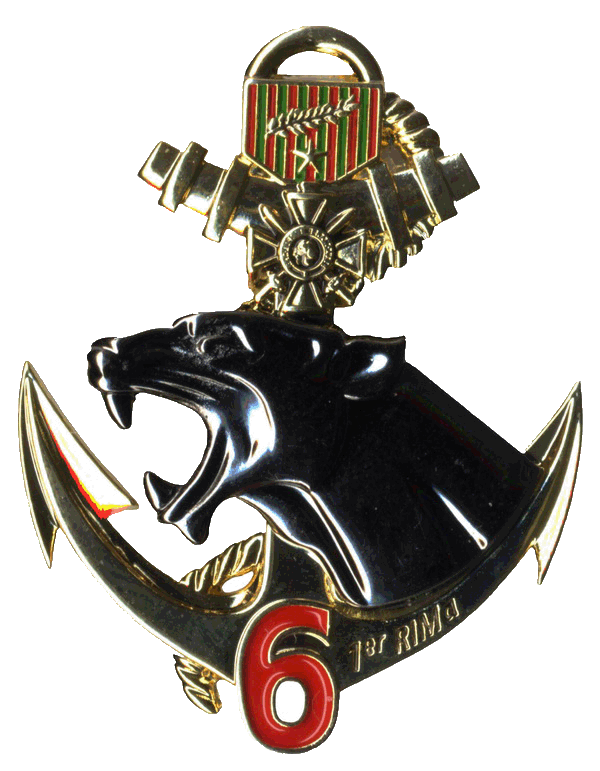
6e escadron.

### Matériels
- Engin de reconnaissance puissamment armé, l'AMX-10 RCR est doué d'une très bonne mobilité tout chemin. Protégé contre les armes légères d'infanterie et les éclats du champ de bataille, il est aussi capable de combattre en atmosphère contaminée. Son équipage se compose de quatre hommes : un chef d'engin, un tireur, un radio-chargeur et un pilote. Ses dimensions : longueur hors-tout 9,13 m ; longueur de la caisse 6,35 m ; largeur hors tout 2,95 m ; hauteur hors-tout (position route) 2,59 m ; empattement 3,10 m ; garde au sol (position route) 0,35 m. Masse en ordre de combat : 16 tonnes.
- Le VBL a été spécialement conçu pour les unités de reconnaissance et d’accompagnement. Engin d'investigation endurant, agile, rapide et amphibie, il est protégé NBC. Son équipe se compose d’un chef de bord, d’un pilote et d’un tireur de bord. D'une longueur de 3,84 m, d'une largeur de 2,02 m et d'une hauteur de 1,70 m, il pèse 3,5 tonnes.
- VAB Simple, mobile et confortable, le VAB est le véhicule de base de l'infanterie légère blindée. C'est un engin blindé à roues pouvant être adapté aux emplois les plus divers et caractérisé par : une bonne aptitude au déplacement en terrain varié et ambiance NBC (nucléaire, bactériologique et chimique), une autonomie de 1 000 km, une possibilité d'aérotransport par avion.
- Ainsi que de Missiles antichars Milan.

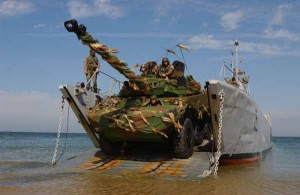
AMX 10RC
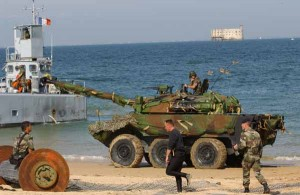
AMX 10RC
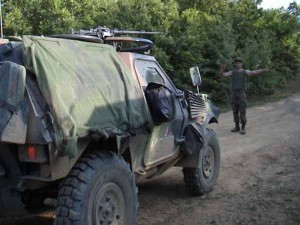
VBL
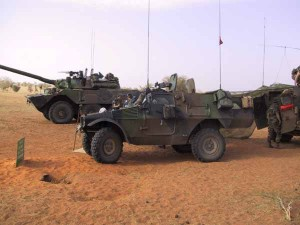
VBL
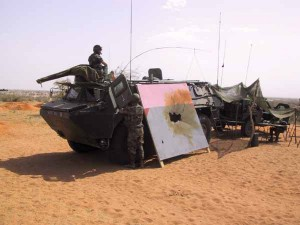
VAB
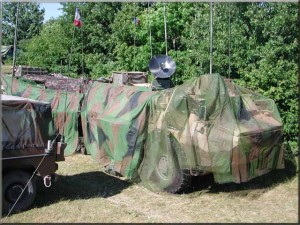
VAB